# Дзежгово
Дзежгово (пол. Dzierzgowo) — село в Польщі, у гміні Дзежгово Млавського повіту Мазовецького воєводства.
Населення — 556 осіб (2011).
У 1975-1998 роках село належало до Цехановського воєводства.

## Демографія
Демографічна структура станом на 31 березня 2011 року:
|          | Загалом | Допрацездатний вік | Працездатний вік | Постпрацездатний вік |
| -------- | ------- | ------------------ | ---------------- | -------------------- |
| Чоловіки | 292     | 47                 | 208              | 37                   |
| Жінки    | 264     | 43                 | 142              | 79                   |
| Разом    | 556     | 90                 | 350              | 116                  |